# وینتانا
وینتانا (نام علمی: Vintana) نام یک سرده از تیره جنوب‌آمریکائیان است.